# Halte de Frynaudour
La halte de Frynaudour est une halte ferroviaire française de la ligne de Guingamp à Paimpol, située sur la commune de Plourivo, dans le département des Côtes-d'Armor en région Bretagne.
C'est une halte ferroviaire de la Société nationale des chemins de fer français (SNCF), desservie par des trains express régionaux TER Bretagne. La ligne présente la particularité, d'être exploitée en affermage par la société des Chemins de fer et transport automobile (CFTA), qui permet l'arrêt à la demande pour les haltes de la ligne.

## Situation ferroviaire
Établie à 23 m d'altitude, la halte de Frynaudour est située au point kilométrique (PK) 530.15 de la ligne de Guingamp à Paimpol, entre la gare de Pontrieux et la halte de Traou-Nez, à proximité immédiate du viaduc de Frynaudour.

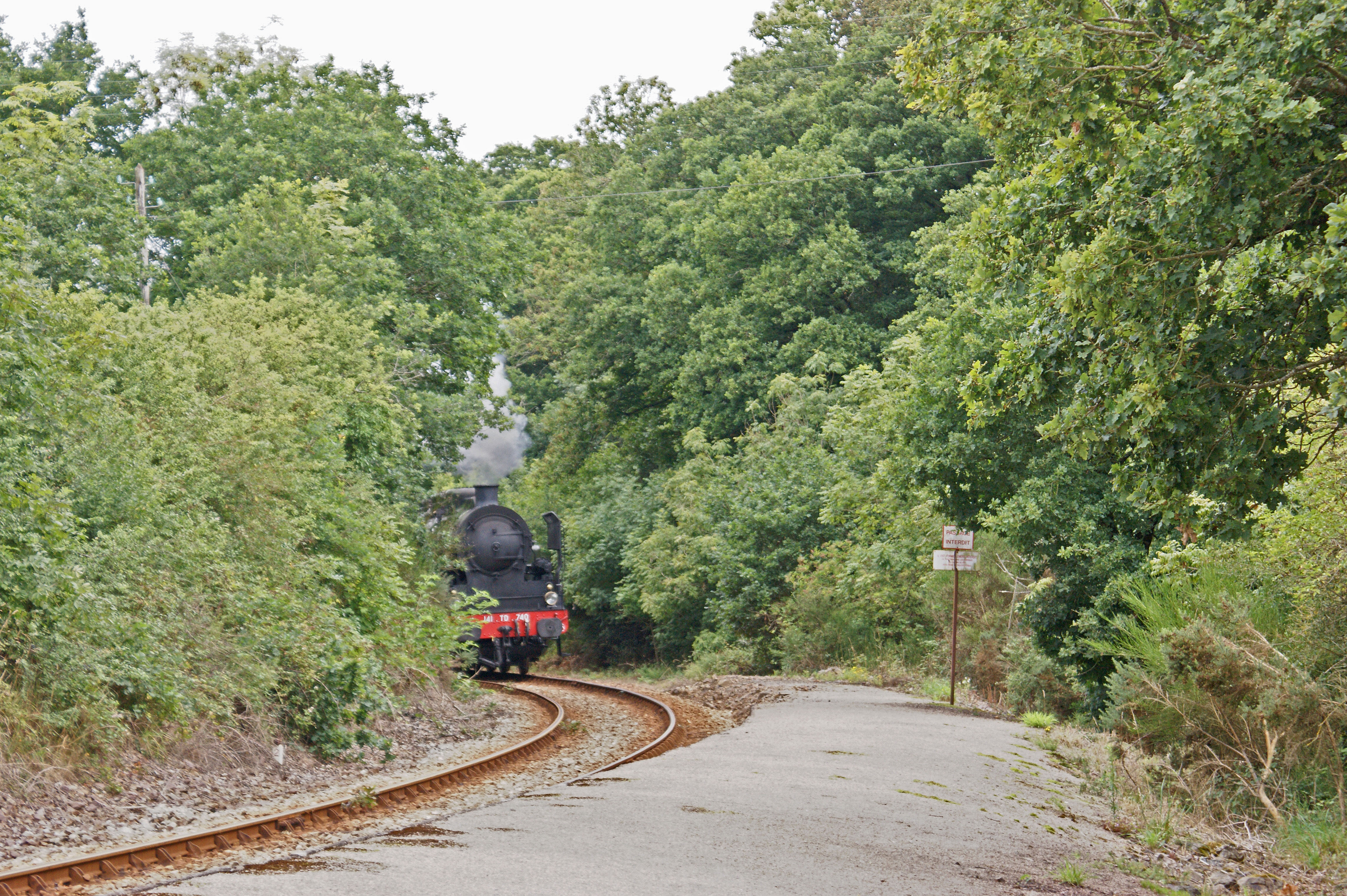
Le quai et la voie en direction de Paimpol. Avant le passage de La Vapeur du Trieux qui ne marque pas l'arrêt ; seuls, les TER assurent cette desserte facultative.

## Toponymie
Plusieurs écritures du nom de la halte apparaissent au fil du temps : Frinandour ou Frinaudour et plus récemment Frynaudour. Ces variations ont pour origine l'histoire du site sur lequel est établie la halte. Une ancienne seigneurie de « Frinaudour ou Frinandour » possédait un château au confluent du Leff et du Trieux. En 1867, dans son itinéraire de la France, Adolphe Laurent Joanne indique sur ce site « les ruines d'une forteresse nommée Frinaudour, ou mieux Frinandour » (Frinandour: francisation d'une locution bretonne: "Fri-an-daou-dour" ("le nez des deux eaux"), en référence à la confluence du Leff et du Trieux à cet endroit.)

## Histoire
En 1896, un décret du ministre des Travaux publics donne son existence légale à la halte de Frynaudour. Elle est mise en service le 1er juillet 1896.
Depuis 1963, la ligne est exploitée en affermage par la société des Chemins de fer et transport automobile (CFTA).

## Fréquentation
De 2015 à 2023, selon les estimations de la SNCF, la fréquentation annuelle de la gare s'élève aux nombres indiqués dans le tableau ci-dessous.
| Année     | 2015 | 2016 | 2017 | 2018 | 2019 | 2020 | 2021 | 2022 | 2023  |
| --------- | ---- | ---- | ---- | ---- | ---- | ---- | ---- | ---- | ----- |
| Voyageurs | 607  | 159  | 165  | 695  | 625  | 208  | 254  | 735  | 1 142 |

## Service des voyageurs

### Accueil
Halte SNCF, c'est un point d'arrêt non géré (PANG), disposant d'un quai avec abri. L'arrêt est facultatif, ce qui permet la descente et la montée à la demande en indiquant son intention au conducteur du TER ou en lui faisant signe si on est sur le quai.

### Desserte
Frynaudour est desservie par des trains TER Bretagne qui toute l'année effectuent des missions entre les gares de Guingamp et Paimpol.

### Intermodalité
Elle permet l'accès aux berges du Leff et du Trieux.